# Parafia św. Rafała Kalinowskiego w Ełku
Parafia Świętego Rafała Kalinowskiego w Ełku – parafia rzymskokatolicka należąca do dekanatu Ełk – Matki Bożej Fatimskiej diecezji ełckiej. Została utworzona 1 września 1988 roku. Kościół parafialny wzniesiono w latach 90. XX wieku. Parafię prowadzą księża salezjanie. 

## Proboszczowie
Źródło:
- ks. Henryk Korzeniowski SDB (1988–1991)
- ks. Stanisław Kutwiński SDB (1991–1997)
- ks. Jerzy Walo SDB (1997–2000)
- ks. Zbigniew Dziedzic SDB (2000–2006)
- ks. Stanisław Marczak SDB (2006–2009)
- ks. Tadeusz Jarecki SDB (2009–2019)
- ks. Marcin Koncewicz SDB (od 2019)